# Pietro Barucci
Pour les articles homonymes, voir Barucci.
Pietro Barucci, né le 20 avril 1845 à Rome et mort en 1917 dans la même ville, est un peintre italien, principalement des paysages des zones rurales autour de Rome.

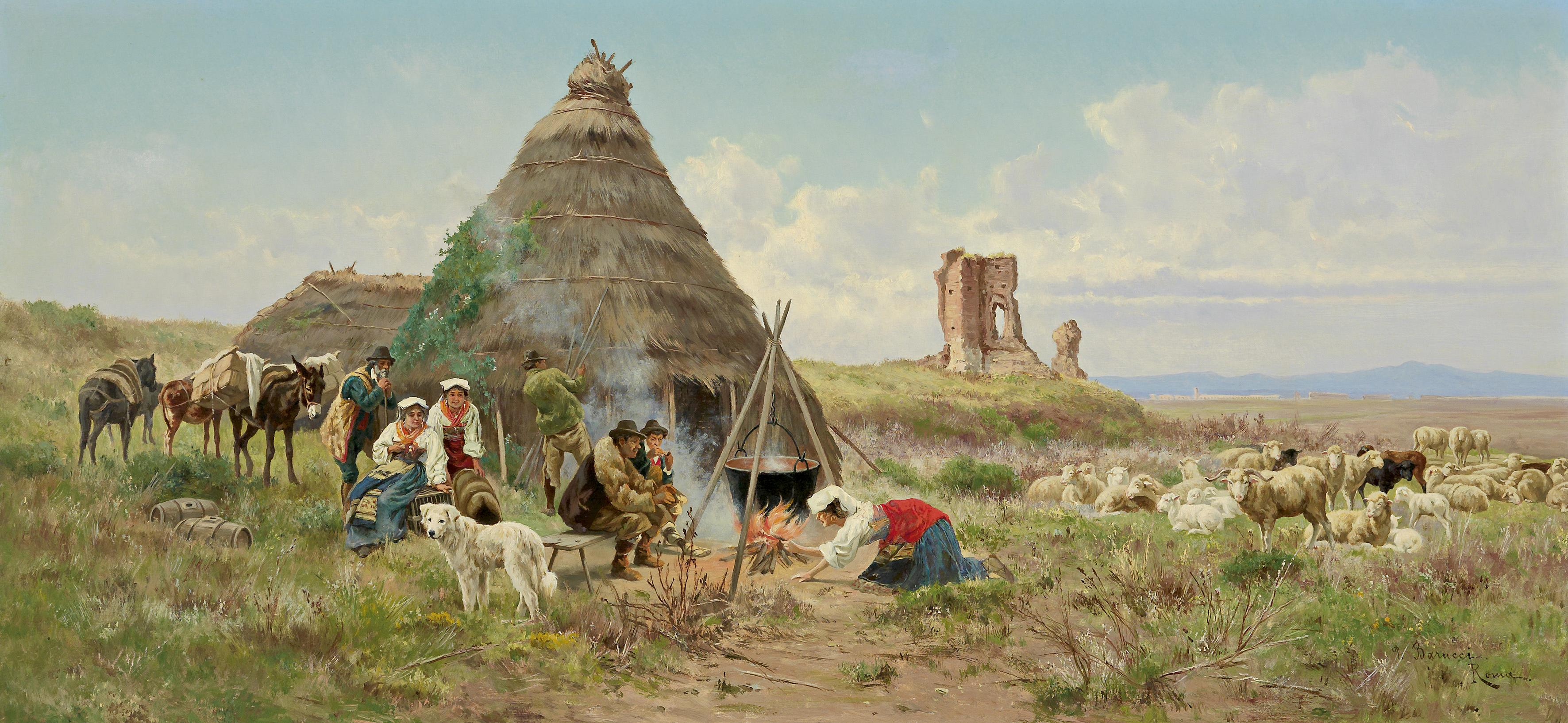
Les bergers en Campagne romaine (1917)

## Biographie
Pietro Barucci naît le 20 avril 1845 à Rome.
Il se perfectionne sous Achille Vertunni, à l'académie de Rome, qui lui décerne en 1878 une médaille pour la peinture de paysages. Il travaille à Rome comme paysagiste dans le style de Vertunni. Parmi ses paysages pittoresques des Apennins et de la Campagne romaine, on cite, comme remarquables : la Palude et Castel Fusano (exposé à Rome en 1883); Lac dans les Apennins (exposé à Chicago en 1893); L'albucceto di Castel Fusano (exposé à Rome en 1901). Il expose au Salon des Indépendants à Paris en 1907, avec Lagune de Venise et Plage de Polo.
Il meurt en 1917 dans sa ville natale.

## Œuvres
- Paysage Hood Museum of Art, Dartmouth College, New Hampshire